# نيكي بلونسكي
نيكول مارغريت «نيكي» بلونسكي (بالإنجليزية: Nikki Blonsky)‏  (ولدت في 9 نوفمبر 1988) ممثلة، مغنية، وراقصة أمريكية، اشتهرت عن دور «تريسي تورنبلاد» في فيلم عام 2007 هيرسبراي وماغي بيكر في فيلم كوين سايزد 2008 وعن دور البطولة في مسلسل ضخم على شبكة تلفزيونية أي.بي,سي فاميلي

## روابط خارجية
- نيكي بلونسكي على موقع IMDb (الإنجليزية)
- نيكي بلونسكي على موقع روتن توميتوز (الإنجليزية)
- نيكي بلونسكي على موقع ألو سيني (الفرنسية)
- نيكي بلونسكي على موقع ميوزك برينز (الإنجليزية)
- نيكي بلونسكي على موقع أول موفي (الإنجليزية)
- نيكي بلونسكي على موقع بوكس أوفيس موجو (الإنجليزية)
- نيكي بلونسكي على موقع قاعدة بيانات الأفلام السويدية (السويدية)
- نيكي بلونسكي على موقع إن إن دي بي (الإنجليزية)
- نيكي بلونسكي على موقع ديسكوغز (الإنجليزية)
- نيكي بلونسكي على موقع قاعدة بيانات الفيلم (الإنجليزية)
- Nikki's ماي سبيس page
- "17 Year-Old Nikki Blonsky Cast as Hairspray Film's Tracy", BroadwayWorld.com, June 8, 2006
- "Breaking News: Unknown Lands Hairspray Lead", Cinematical.com, June 8, 2006
- "A ‘Hairspray’ dream come true", MSNBC/Access Hollywood, June 15, 2006